# Josepmir Ballón
Josepmir Aarón Ballón Villacorta (Lima, 21 marzo 1988) è un calciatore peruviano, centrocampista dell'Alianza Lima.

## Carriera

### Club
Proveniente dall'Universidad San Martín, nel 2010 si trasferisce in prestito al River Plate.

### Nazionale
Conta varie presenze con la Nazionale peruviana.

## Palmarès

### Club
- Campionato peruviano: 1

Sporting Cristal: 2016